# 米沢紋三郎
米沢 紋三郎（米澤、よねざわ もんざぶろう、1857年3月30日（安政4年3月5日）- 1929年（昭和4年）11月10日）は、明治から大正前期の農業経営者、実業家、政治家。衆議院議員、富山県会議長。幼名・随作。諱・元随、字・徳華、号・歌石。

## 経歴
越中国新川郡入善村（現富山県下新川郡入善町入善）で、豪農・米沢与四郎の二男として生まれた。富山藩儒・岡田呉陽の塾に入り漢学を修め、塾頭を務め、20歳で養父が死去し帰郷。1881年（明治14年）実兄が死去し実母の要望で本家に復籍した。
1882年（明治15年）越中改進党の結成に参画し、4人の幹事の一人に就任。同年夏、石川県から富山県の分県が決議され、米沢と入江直友が代表に選ばれ、同年秋に上京して政府に「分県之建白」を提出した。1883年（明治16年）5月に富山県が分立し、同年7月、初の県会議員選挙で当選し、同議長に2期在任した。
1882年、下新川郡の備荒倉の米穀を売却し、郡民に低利融資を行うことを提案し、全部町村連合会の決議を得て義倉社が設立され、棟取の一人となった。その後、下新川郡全部町村連合会議長、勧業諮問委員、入善銀行頭取などを務めた。
1903年（明治36年）3月、第8回衆議院議員総選挙（富山県郡部、立憲政友会）で初当選し、第9回総選挙でも再選され、衆議院議員に連続2期在任した。この間、政友会協議員などを務めた。
日露戦争時に相場に投資し、資産を減少させたため、1917年（大正6年）長男・米沢元健に家督を譲り隠居した。

## 国政選挙歴
- 第2回衆議院議員総選挙（富山県第2区、1892年2月）落選[6]
- 第4回衆議院議員総選挙（富山県第2区、1894年9月）落選[7]
- 第7回衆議院議員総選挙（富山県郡部、1902年8月、立憲政友会）次点落選[5]
- 第8回衆議院議員総選挙（富山県郡部、1903年3月、立憲政友会）当選[5]
- 第9回衆議院議員総選挙（富山県郡部、1904年3月、立憲政友会）当選[5]

## 親族
- 米沢元健（長男、富山県会議長、入善町長）[1]
- 米沢与三次（存命時の米沢家・分家当主、衆議院議員）[1]